# Spirit They're Gone, Spirit They've Vanished
Spirit They're Gone, Spirit They've Vanished è il primo album discografico degli Animal Collective, pubblicato nell'Agosto 2000 a nome Avey Tare and Panda Bear. L'album è stato rilasciato in formato CD per l'etichetta personale della band, la Animal(ora conosciuta come Paw Tracks), ne furono stampate solo 2000 copie. Nel 2003 è stato ripublicato come doppio CD insieme a Danse Manatee per la FatCat Records. Uscito poi anche su vinile.. Tutte le stampe hanno utilizzato il Direct Metal Mastering.

## Background
Tutte le canzoni sono state scritte da Avey Tare (David Portner) dal 1997 al 1999, eccetto "Penny Dreadfuls" che è stata scritta quando aveva 16 anni. Il processo di scrittura è stato profondamente influenzato dal suo trasferimento da Baltimora a New York. Portner e Panda Bear (Noah Lennox) hanno registrato le chitarre e le percussioni su un Tascam 48 nella camera da letto di Avey Tare nell'estate del 1999, il Pianoforte e gli Overdubs sono stati registrati nel salotto della casa dei genitori di David.
Portner voleva che la chitarra fosse "tintinnante in modo da creare un senso di levitazione".
Per il basso è stato usato un vecchio sintetizzatore Roland SH-2 , che il fratello di Brian Weitz aveva trovato in un campo. La batteria è stata suonata con le spazzole. Gli altri suoni, come la maggior parte di "Spirit They've Vanished", sono stati creati tramite dei Feedback Loops.
Josh Dibb si è occupato della promozione e ha mandato l'album a varie etichette discografiche. Portner ha raccontato: "La Southern Records ci ha subito chiamati dicendo ‘C'è qualcosa che non va qui, questa musica ha fatto fuggire i nostri cani dalla stanza'!"

## Copertina
La copertina originale è stata trovata da Avey che pensò si abbinasse perfettamente alla musica. L'album doveva uscire interamente a nome Avey Tare, ma quest'ultimo si dichiarò talmente impressionato dalle percussioni di Noah che decise di aggiungere il nome Panda Bear sulla copertina.
La release originale includeva la seguente storia:
"Non molto tempo fa un giovane ragazzo chiamato Avey e il suo amico Panda Bear vagavano per il Patchwork che copre la terra (qualcuno lo chiama foresta). Loro erano guardati da Pan e sollevati dalle fate e dagli angeli della luce che giocano nelle profondità del bosco. 'Facciamo la musica dell'infanzia,' Grido' Avey un giorno. Panda penso' che fosse una buona idea, 'Io posso usare le mia bacchete magiche del ritmo, tu puoi suonare la tua arpa del Sole.' disse. Così i due iniziarono a creare melodie e Panda portò i ritmi mentre Avey cantava. Tutte le canzoni parlavano di giocattoli di legno e amici invisibili ed erano riempite dalla luce della foresta. Questo è il primo gruppo di canzoni che suonarono."
Il titolo è una citazione di Mr. Magoo in Mister Magoo's Christmas Carol.

## Tracce
1. "Spirit They've Vanished" – 5:35
2. "April and the Phantom" – 5:53
3. (Untitled) – 2:58
4. "Penny Dreadfuls" – 7:58
5. "Chocolate Girl" – 8:28
6. "Everyone Whistling" – 1:00
7. "La Rapet" – 7:52
8. "Bat You'll Fly" – 5:03
9. "Someday I'll Grow to Be As Tall As the Giant" – 3:10
10. "Alvin Row" – 12:39

C'è stata un po' di confusione riguardo all'ordine delle tracce. Nella versione originale la traccia 3 non era nominata, tanto che si pensava che la traccia "Alvin Row" fosse quella senza titolo. Nella ristampa del 2003 l'errore è stato chiarito, numerando le canzoni e lasciando uno spazio vuoto per la traccia 3.

## Formazione
- Avey Tare - chitarra acustica, pianoforte, voce, sintetizzatore
- Panda Bear - percussioni